# آلان دوكاس
آلان دوكاس (من مواليد 13 سبتمبر 1956) طاهي فرنسي يدير عددًا من المطاعم بما في ذلك آلان دوكاس في ذا دورشيستر الذي يحمل ثلاث نجوم (أعلى مرتبة) في دليل ميشلان.

## نشأته
ولد آلان دوكاس في أورتيز في جنوب غرب فرنسا وتلقى تعليمه في مزرعة في قلعة سارازين. في عام 1972 ، عندما كان في السادسة عشرة من عمره ، بدأ دوكاس تدريبًا مهنيًا في مطعم بافيلون لانديس في ساستونز وفي مدرسة فندق بوردو. بعد هذا التدريب المهني، بدأ العمل في مطعم ميشيل جيرار 
في أوجيني ليه با بينما كان يعمل أيضًا في غاستون لونوتر خلال أشهر الصيف، في عام 1977 بدأ العمل كمساعد في مولان دي موجينز تحت إشراف الطاهي الأسطوري روجر فيرجيه، مبتكر مطبخ دو سولي ، وتعلم طرق الطهي البروفنسية التي اشتهر بها لاحقًا.